# منتخب سنغافورة لهوكي الجليد
منتخب سنغافورة الوطني لهوكي الجليد (بالإنجليزية: Singapore men's national ice hockey team)‏ هو ممثل سنغافورة الرسمي في المنافسات الدولية في هوكي الجليد .